# هاري آدمسون
هاري آدمسون (بالإنجليزية: Harry Adamson)‏ (1 يناير 1913 في المملكة المتحدة - ) هو لاعب كرة قدم بريطاني في مركز الهجوم. لعب مع برادفورد سيتي ونادي ألدرشوت.